# La Motte-en-Bauges
La Motte-en-Bauges är en kommun i departementet Savoie i regionen Auvergne-Rhône-Alpes i sydöstra Frankrike. Kommunen ligger i kantonen Le Châtelard som tillhör arrondissementet Chambéry. År 2022 hade La Motte-en-Bauges 514 invånare.

## Befolkningsutveckling
Antalet invånare i kommunen La Motte-en-Bauges
| Referens: INSEE |